# Dodge Super Bee
Der Dodge Super Bee war ein vom US-amerikanischen Automobilhersteller Chrysler unter der Automobilmarke Dodge von 1968 bis 1971 hergestelltes sportliches Coupé, welches im Allgemeinen den Muscle-Cars zugerechnet wird. Im Zeitraum von 2007 bis 2013 legte Dodge mit Unterbrechungen auf Basis des 4-türigen Dodge Charger limitierte Sonderserie unter der Bezeichnung Dodge Charger Super Bee auf.

## Modelljahre 1968–1970

### 1968
Der Super Bee basierte ursprünglich auf dem Dodge Coronet 440 und war nur als zweitüriges Coupé erhältlich.
Der Super Bee war als günstiges Muscle-Car Dodges Gegenstück zum Plymouth Road Runner und preiswertere Alternative zum Charger. Ab Februar 1968 stand der Super Bee ausschließlich als B-Säulen-Coupé mit zwei verschiedenen Motorisierungen im Programm, dem 335 brutto SAE-PS starken 383 in3-Magnum (6,3 Liter) für US-$ 3395 und dem Siebenliter-Hemi-Motor mit 425 brutto SAE-PS für US-$ 4107. Zur Serienausstattung zählten ein manuelles 4-Gang-Schaltgetriebe mit einem Hurst „Competition-Plus“-Schalthebel auf dem Mitteltunnel, ein Sportfahrwerk, mit F40 × 14 Räder – das entspricht etwa P205/70 R14 – und der um das Heck laufende Zierstreifen mit Bienen-Logo. Gegen Aufpreis gab es ein TorqueFlite-Automatikgetriebe. Mit der Standardmaschine beschleunigte der Super Bee von 0 auf ca. 100 km/h in 6,8 Sekunden, der Hemi benötigte nur 6,6 Sekunden.

### 1969

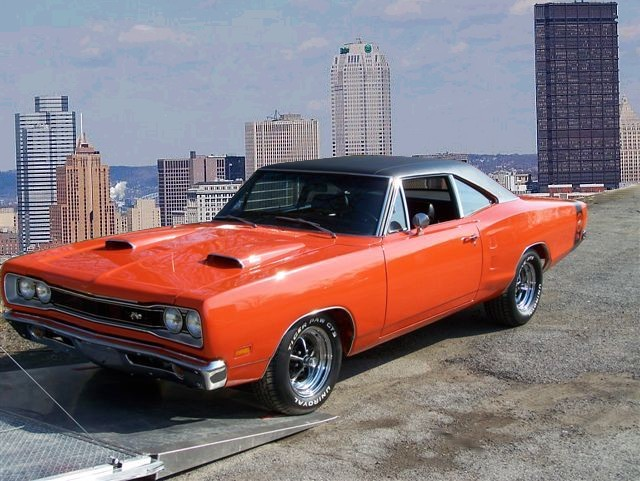
1969 Coronet Super Bee

1969 kam zum B-Säulen-Coupé ein Hardtop-Coupé hinzu; Anfang 1969 ergänzte ein 7,2-Liter-V8 mit Six-Pack (d. h. mit drei Holley-Doppelvergasern auf einer Edelbrock Ansaugbrücke) die Motorenauswahl. Bei Wahl dieser Ausstattung erhielt der Käufer auch eine Fiberglas-Motorhaube. Mit 426 Dollar Aufpreis und 390 brutto SAE-PS lag er leistungsmäßig zwischen dem 6,3-Liter und dem Hemi-Motor, letzterer hatte einen Mehrpreis von weit über 1000 Dollar. 166 Hemi Super Bees wurden produziert, davon hatten 92 das Automatikgetriebe.

### 1970

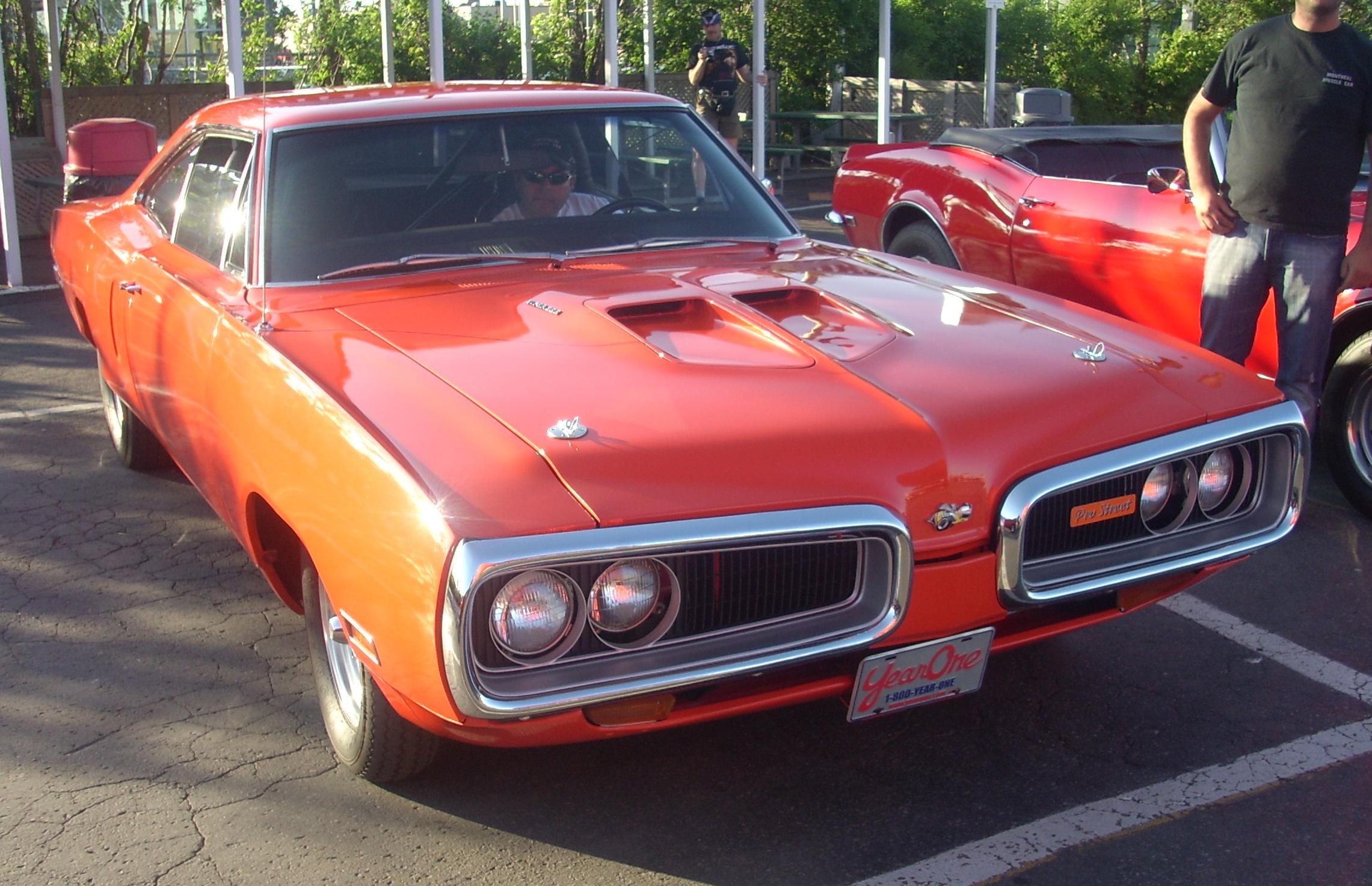
1970 Coronet Super Bee

Für das Modelljahr 1970 erhielt der Super Bee eine neue Frontpartie mit zwei hälftig umlaufenden, durch einen Mittelsteg in Wagenfarbe getrennte Chromrahmen, der zwar vom Dodge-Marketing als „Bumble Bee Wings“ (Hummelflügel) angepriesen wurde, bei den Kunden aber auf wenig Gegenliebe stieß. Optional konnte ein Drehzahlmesser auf der Motorhaube und ein Heckspoiler gewählt werden.

### Motoren
| Modelljahr | Alle V8s          | Leistung   | Drehmoment |
| ---------- | ----------------- | ---------- | ---------- |
| 1968–1970  | 6,3-Liter-V8      | 335 SAE-HP | 576 N⋅m    |
| 1968–1970  | 7,0-Liter-Hemi-V8 | 425 SAE-HP | 664 N⋅m    |
| 1969–1970  | 7,2-Liter-V8      | 390 SAE-HP | 664 N⋅m    |

### Stückzahlen
- 1968 - 7.842 Exemplare (7.717 mit 6,3 Liter, 125 mit Hemi-Siebenliter)
- 1969 - 27.800 Exemplare (25.727 mit 6,3 Liter, 1.970 mit 7,2 Liter, 166 mit Hemi-Siebenliter)
- 1970 - 15.506 Exemplare

## Modelljahr 1971
Da es den Coronet 1971 nur noch als Limousine und Kombi, aber nicht mehr als Coupé gab, wanderte der Super Bee in die Dodge-Charger-Modellfamilie.
Zwar fungierte dort der Charger R/T bereits als Hochleistungsmodell, doch platzierte sich der Super Bee weiter als preiswertes Muscle-Car-Einstiegsmodell. Es entstanden noch einmal 4166 Super Bees, davon 22 mit dem Hemi-Siebenliter. Erstmals war im Super Bee der 5,6-Liter-V8 (340 in3) mit Doppelregistervergaser erhältlich, der 1971 noch einen reinrassigen Sportmotor darstellte, ehe er später zum banalen Limousinenmotor wurde. Der 7,2-Liter-Magnum-V8 mit Doppelregistervergaser wurde im Super Bee 1971 nie offiziell angeboten, wurde aber gleichwohl 26 Mal gebaut.

### Motoren
| Modelljahr | Alle V8s          | Leistung   |
| ---------- | ----------------- | ---------- |
| 1971       | 5,6-Liter-V8      | 275 SAE-HP |
| 1971       | 6,3-Liter-V8      | 300 SAE-HP |
| 1971       | 7,2-Liter-V8      | 370 SAE-HP |
| 1971       | 7,2-Liter-V8      | 385 SAE-HP |
| 1971       | 7,0-Liter-Hemi-V8 | 425 SAE-HP |

## Modelljahr 2007–2010 (Basis LX)

### 2007
Auf dem Autosalon in Detroit Anfang 2006 zeigte Dodge einen modernen Super Bee auf Basis des aktuellen Dodge Charger mit Sonderlackierung in Detonator Yellow. Das Modell wurde in limitierter Serie von 1000 Exemplaren im Modelljahr 2007 aufgelegt. Der neue Super Bee entspricht bis auf Lackierung, Zierstreifen und Änderungen am Interieur dem regulären Charger und wird von einem 6,1-Liter-Hemi-Motor der jüngsten Generation angetrieben.

### 2008
Für das Modelljahr 2008 wurde der Super Bee nur in "B5 Blue Pearl Coat" (manchmal auch als „Surf Blue Pearl“ aufgeführt) hergestellt, was an das Blau erinnert, das von Chrysler-Fahrzeugen in den 1960er und 1970er Jahren verwendet wurde. Blaue Akzentnähte im Innenraum ersetzen das Gelb der Sitze und des Lenkrads, aber der Innenraum des Charger wurde für 2008 geändert, so dass sich das Armaturenbrett und die Konsole vom Innenraum der 2007er Version unterscheiden. In diesem Jahr wurden auch die Touchscreen-Navigation und ein DVD-Player im Armaturenbrett eingeführt. Er basierte auf dem SRT-8-Modell mit dem 6,1-Liter-Motor und hatte eine Produktionsauflage von 1.000 Einheiten.

### 2009
Für das Modelljahr 2009 wurde der Super Bee nur in „Hemi Orange Pearl Coat“ hergestellt, und basierte auf dem SRT-8 Modell. Der Super Bee verwendete den 6,1-Liter-Motor und hatte eine begrenzte Produktionsauflage von nur 425 Stück. In diesem Jahr wurden auch die Touchscreen-Navigation und ein DVD-Player mit Festplatte im Armaturenbrett eingeführt. ALCOA-Räder waren nur in diesem Jahr Standard.

## Modelljahr 2012–2014 (Basis LD)

### 2012–2014
Im Jahr 2011 kehrte die Super Bee SRT-8 als 2012er Modell auf dem neu gestalteten Dodge Charger mit dem 392 HEMI-Motor (6,4 Liter) in den Farben „Stinger Yellow“ und „Pitch Black“ zurück, wobei weitere Farben für 2013 und 2014 hinzugefügt wurden. Diese Version der Super Bee kehrte zu den Wurzeln des Namens als „Budget“-Muscle-Car zurück, ohne die meisten Luxusartikel, aber mit hoher Leistung in Form eines weniger teuren SRT-Modells.

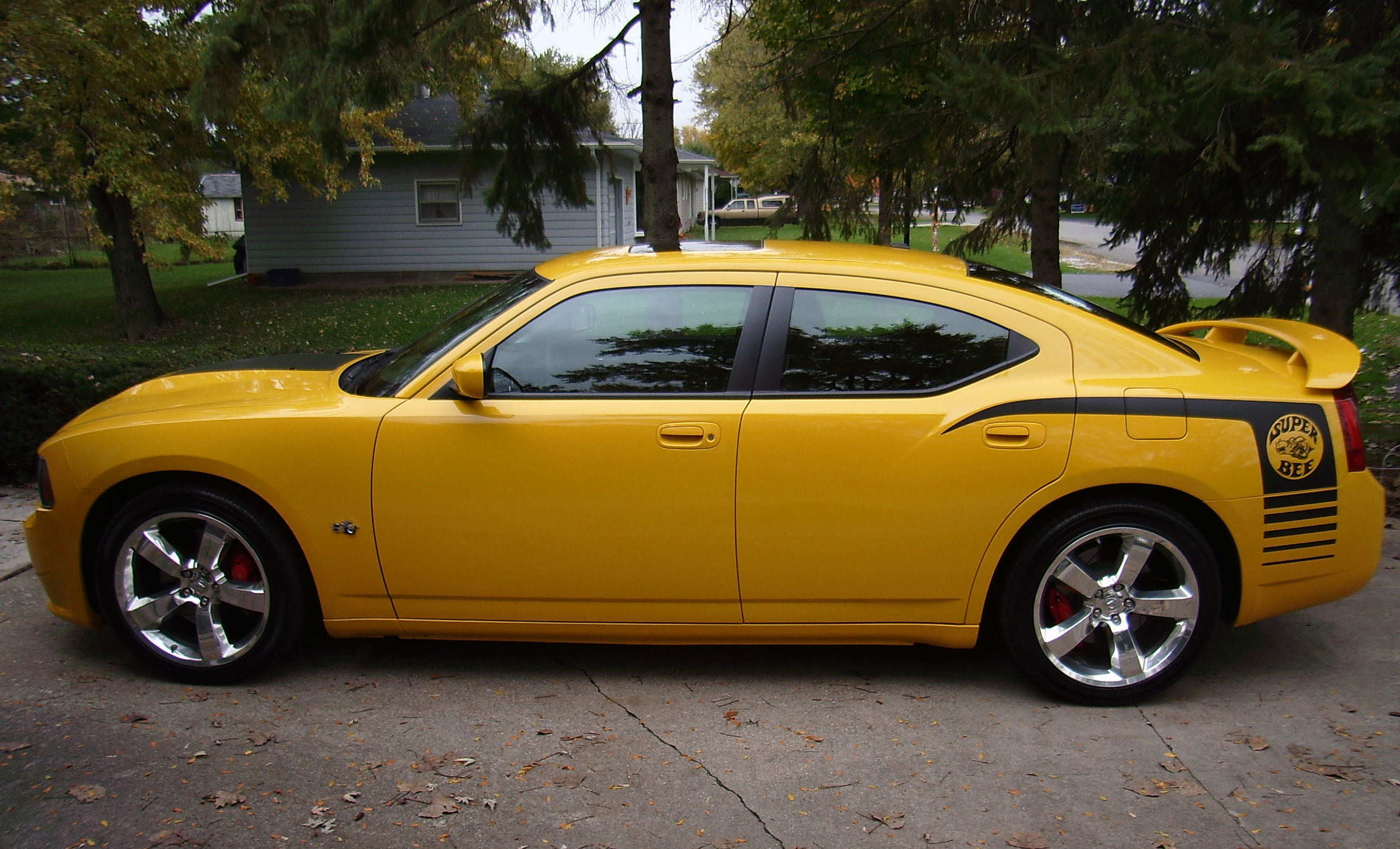
2007 Dodge Charger SRT-8 Super Bee #711
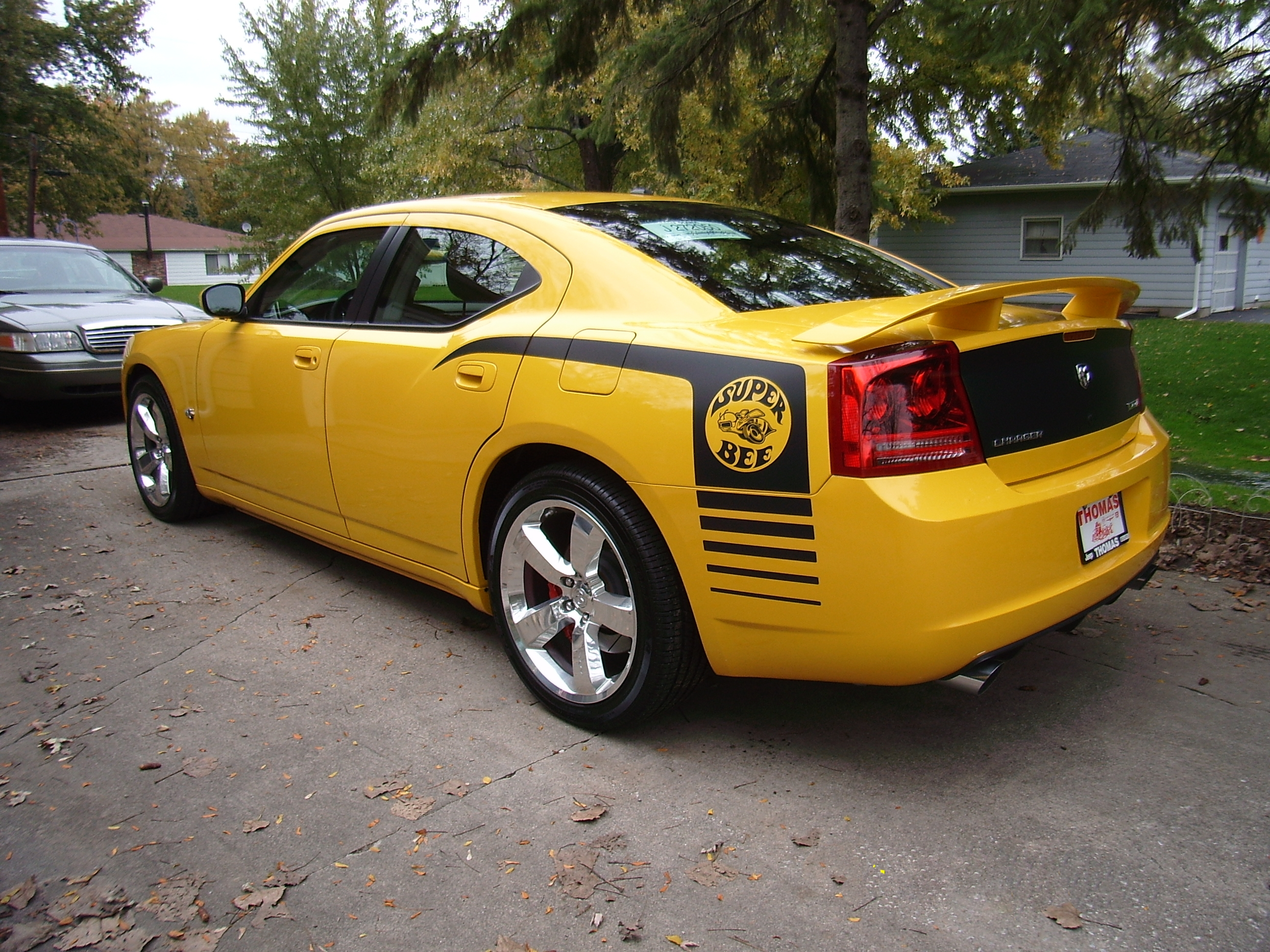
2007 Dodge Charger SRT-8 Super Bee #711

## Mexikanische Super Bees

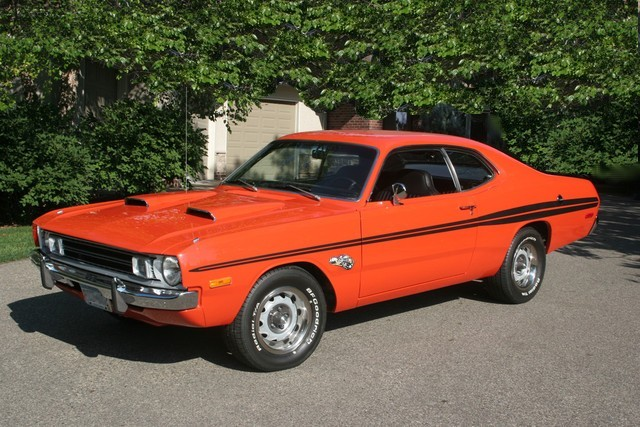
1973 Dart "Mexico" Super Bee

Ab etwa 1970 gab es in Mexiko einen auf dem Dodge Dart, ab 1977 auf dem Dodge Aspen aufbauenden Super Bee, der bis 1979 im Angebot blieb. Der Aspen wurde in Mexiko als Dodge Valiant Volare verkauft.